# Ракитово
Ракитово је насељено место града Јагодине у Поморавском округу. Према попису из 2022. било је 1741 становника.

## Историја
До Другог српског устанка Ракитово се налазило у саставу Османског царства. Након Другог српског устанка Ракитово улази у састав Кнежевине Србије и административно је припадало Јагодинској нахији и Темнићској кнежини све до 1834. године када је Србија подељена на сердарства.
Овде се налази ОФК Лугомир Ракитово.

## Демографија
У насељу Ракитово живи 1298 пунолетних становника, а просечна старост становништва износи 35,4 година (34,5 код мушкараца и 36,5 код жена). У насељу има 509 домаћинстава, а просечан број чланова по домаћинству је 3,40.
Ово насеље је великим делом насељено Србима (према попису из 2002. године).
У село највише досељеника дошло је из села Стража из општине Гњилане на Косову и Метохији.
|  |

| Демографија | Демографија | Демографија |
| Година      | Становника  | Становника  |
| ----------- | ----------- | ----------- |
| 1948.       | 541         |             |
| 1953.       | 574         |             |
| 1961.       | 578         |             |
| 1971.       | 722         |             |
| 1981.       | 1.398       |             |
| 1991.       | 1.933       | 1.783       |
| 2002.       | 1.729       | 2.037       |
| 2011.       | 2.017       |             |
| 2022.       | 1.741       |             |

| Етнички састав према попису из 2002.‍ | Етнички састав према попису из 2002.‍ | Етнички састав према попису из 2002.‍ | Етнички састав према попису из 2002.‍ | Етнички састав према попису из 2002.‍ |
| ------------------------------------ | ------------------------------------ | ------------------------------------ | ------------------------------------ | ------------------------------------ |
|                                      |                                      |                                      |                                      |                                      |
| Срби                                 | Срби                                 |                                      | 1.717                                | 99,30%                               |
| Муслимани                            | Муслимани                            |                                      | 1                                    | 0,05%                                |
| Македонци                            | Македонци                            |                                      | 1                                    | 0,05%                                |
| непознато                            | непознато                            |                                      | 10                                   | 0,57%                                |

| Ракитово у пописима Јагодинске нахије — од 1818. до 1829.                         |       |       |       |       |       |       |          |       |       |       |       |       |
| Година пописа                                                                     | 1818. | 1819. | 1820. | 1821. | 1822. | 1823. | 1824/25. | 1825. | 1826. | 1827. | 1828. | 1829. |
| Куће                                                                              | 21    | 24    | 27    | 27    | 31    | 31    | 32       | 34    | 32    | 35    | 44    | 40    |
| Пореске главе*                                                                    | -     | 28    | 31    | 31    | 38    | 29    | 38       | 41    | 41    | 42    | 47    | 44    |
| Арачке главе**                                                                    | 35    | 52    | 57    | 55    | 62    | 64    | 68       | 76    | 79    | 81    | 92    | 86    |
| *Пореске главе = Ожењени мушкарци \| ** Арачке главе = Мушкарци од 7 до 70 година |       |       |       |       |       |       |          |       |       |       |       |       |

| Година пописа     | 1948. | 1953. | 1961. | 1971. | 1981. | 1991. | 2002. |
| ----------------- | ----- | ----- | ----- | ----- | ----- | ----- | ----- |
| Број домаћинстава | 101   | 109   | 131   | 184   | 356   | 480   | 509   |

| Број чланова      | 1  | 2   | 3  | 4   | 5  | 6  | 7 | 8 | 9 | 10 и више | Просек |
| ----------------- | -- | --- | -- | --- | -- | -- | - | - | - | --------- | ------ |
| Број домаћинстава | 59 | 109 | 98 | 128 | 69 | 32 | 9 | 3 | 1 | 1         | 3,40   |

| Пол    | Укупно | Неожењен/Неудата | Ожењен/Удата | Удовац/Удовица | Разведен/Разведена | Непознато |
| ------ | ------ | ---------------- | ------------ | -------------- | ------------------ | --------- |
| Мушки  | 700    | 188              | 480          | 20             | 12                 | 0         |
| Женски | 681    | 110              | 492          | 60             | 16                 | 3         |
| УКУПНО | 1.381  | 298              | 972          | 80             | 28                 | 3         |

| Пол    | Укупно                    | Пољопривреда, лов и шумарство | Рибарство                            | Вађење руде и камена | Прерађивачка индустрија       |
| ------ | ------------------------- | ----------------------------- | ------------------------------------ | -------------------- | ----------------------------- |
| Мушки  | 337                       | 24                            | 0                                    | 1                    | 140                           |
| Женски | 134                       | 14                            | 0                                    | 0                    | 46                            |
| УКУПНО | 471                       | 38                            | 0                                    | 1                    | 186                           |
| Пол    | Производња и снабдевање   | Грађевинарство                | Трговина                             | Хотели и ресторани   | Саобраћај, складиштење и везе |
| Мушки  | 4                         | 42                            | 51                                   | 9                    | 29                            |
| Женски | 2                         | 3                             | 22                                   | 9                    | 4                             |
| УКУПНО | 6                         | 45                            | 73                                   | 18                   | 33                            |
| Пол    | Финансијско посредовање   | Некретнине                    | Државна управа и одбрана             | Образовање           | Здравствени и социјални рад   |
| Мушки  | 0                         | 1                             | 9                                    | 5                    | 6                             |
| Женски | 0                         | 5                             | 5                                    | 7                    | 11                            |
| УКУПНО | 0                         | 6                             | 14                                   | 12                   | 17                            |
| Пол    | Остале услужне активности | Приватна домаћинства          | Екстериторијалне организације и тела | Непознато            | Непознато                     |
| Мушки  | 10                        | 0                             | 1                                    | 5                    | 5                             |
| Женски | 3                         | 0                             | 0                                    | 3                    | 3                             |
| УКУПНО | 13                        | 0                             | 1                                    | 8                    | 8                             |